# Specially Designated Terrorist
Specially Designated Terrorist (SDT) je osoba, kterou ministr financí USA označil za speciálně označeného teroristu na základě oznámení nebo nařízení vydaných Úřadem pro kontrolu zahraničních aktiv (OFAC), který spadá pod ministerstvo financí USA.
Výkonné nařízení č. 12 947, které vydal prezident Bill Clinton 23. ledna 1995, zakazuje finanční transakce se SDT. V nařízení bylo označeno dvanáct organizací a osmnáct osob za možné narušitele izraelsko-palestinského mírového procesu. Ministr financí USA a ministr spravedlnosti USA dostali pravomoc přidat na seznam další organizace a osoby. Dne 20. srpna 1998 prezident Clinton rozšířil seznam výkonným nařízením č. 13 099.
Federální vláda USA začala v roce 1995 uvalovat ekonomické sankce proti mezinárodním teroristům. Dne 25. ledna 1995 byly na seznam SDT zařazeny Hamás a Hizballáh. V srpnu 1995 byl na seznam přidán Músa Muhammad Abú Marzúk, v roce 1998 Usáma bin Ládin a 4. prosince 2001 byla na seznam zařazena také nadace Holy Land Foundation for Relief and Development. Zijád an-Nachaláh, vůdce Palestinského islámského džihádu, byl označen za SDT v lednu 2014.
Seznam SDT se objevuje ve Federal Register, který je pravidelně aktualizován.

## Důsledky
Veškerá aktiva všech SDT byla zmrazena. Kromě toho byly zakázány převody „finančních prostředků, zboží nebo služeb“ SDT. Rovněž každý americký subjekt, který drží jakékoli finanční prostředky, v nichž je držen jakýkoli podíl SDT, byl podle zákona povinen nahlásit svůj podíl příslušným americkým orgánům. Sankce se vztahují na všechny subjekty „vlastněné nebo ovládané“ SDT nebo jednající jejich jménem. Vztahují se rovněž na zahraniční pobočky amerických subjektů, nikoli však na dceřiné společnosti založené podle jiného než amerického práva.